# Засупоївка (зупинний пункт)
Засупóївка — пасажирська залізнична зупинна платформа поблизу однойменного села Яготинського району Київської області. Розташована на лінії Київ — Полтава між станцією Переяславська (2,4 км) та зупинним пунктом Ранковий (2 км).
Виникла у 1972 році. В тому ж році була електрифікована разом із лінією Дарниця — Яготин.
На платформі Засупоївка зупиняються приміські електропотяги напрямку Київ — Гребінка.
В розкладах руху приміських електропотягів також вживається попередня назва — Платформа 78 км.